# Ploske, Reșetîlivka
Ploske (în ucraineană Плоске) este localitatea de reședință a comunei Ploske din raionul Reșetîlivka, regiunea Poltava, Ucraina.

## Demografie
Componența lingvistică a localității Ploske
     Ucraineană (96,26%)
     Română (1,78%)
     Rusă (1,42%)
Conform recensământului din 2001, majoritatea populației localității Ploske era vorbitoare de ucraineană (96,26%), existând în minoritate și vorbitori de română (1,78%) și rusă (1,42%).